# Siluozaur
Siluozaur (Siluosaurus zhangqiani) – roślinożerny dinozaur z grupy ornitopodów (Ornithopoda); jego nazwa znaczy "jaszczur z jedwabnego szlaku" (jedwabny szlak w jęz. chińskim - "silu").
Żył w okresie wczesnej kredy (ok. 130–100 mln lat temu) na terenach wschodniej Azji. Długość ciała ok. 1–2 m. Jego szczątki znaleziono w Chinach (w prowincji Gansu).
Znany jedynie z dwóch zębów. Prawdopodobnie był to jeden z najmniejszych ornitopodów.